# Hendecaneura
Hendecaneura es un género de polillas tortrícidas perteneciente a la tribu Eucosmini, de la subfamilia Olethreutinae, orden Lepidoptera. Fue descrito por Thomas de Grey, 6th Baron Walsingham en 1900.

## Especies
- Hendecaneura apicipictum Walsingham, 1900
- Hendecaneura axiotima (Meyrick in Caradja y Meyrick, 1937)
- Hendecaneura cervinum Walsingham, 1900
- Hendecaneura himalayana Nasu, 1996
- Hendecaneura impar Walsingham, 1900
- Hendecaneura rhododendrophaga Walsingham, 1900
- Hendecaneura shawiana (Kearfott, 1907)